# Solar System
«Solar System» es una canción escrita por Brian Wilson por la banda de rock estadounidense The Beach Boys. Fue editada en su álbum Love You de 1977.

## Composición y grabación
Durante la tarde del 26 de octubre de 1976, Trish Campo, exadministrador jefe de Brother Studios, recordó a Brian Wilson en el estudio sentado en un órgano hammond B3, mirando distraídamente el gigantesco vitral circular sobre él que representaba planetas y estrellas. Esa tarde, Campo escuchó "Solar System" en el estudio. Brian explicó que las letras fueron escritas mientras conducía a una reunión de padres en la escuela de sus hijas. Cuando llegó a casa, terminó la canción en su piano, exclamando: "¡Esta es una canción ge-nial! Estas letras son geniales. Esta melodía es genial. [silvidos] ¡Tengo una belleza aquí!". Luego la nombró como una de sus favoritas en Love You, y agregó: "Cuando tenga 90 años, estaré tan orgulloso de esa canción como lo estoy ahora".
El crítico musical Robert Christgau le encantó Love You y le dio una A en general.